# Orden Ejecutiva 6102

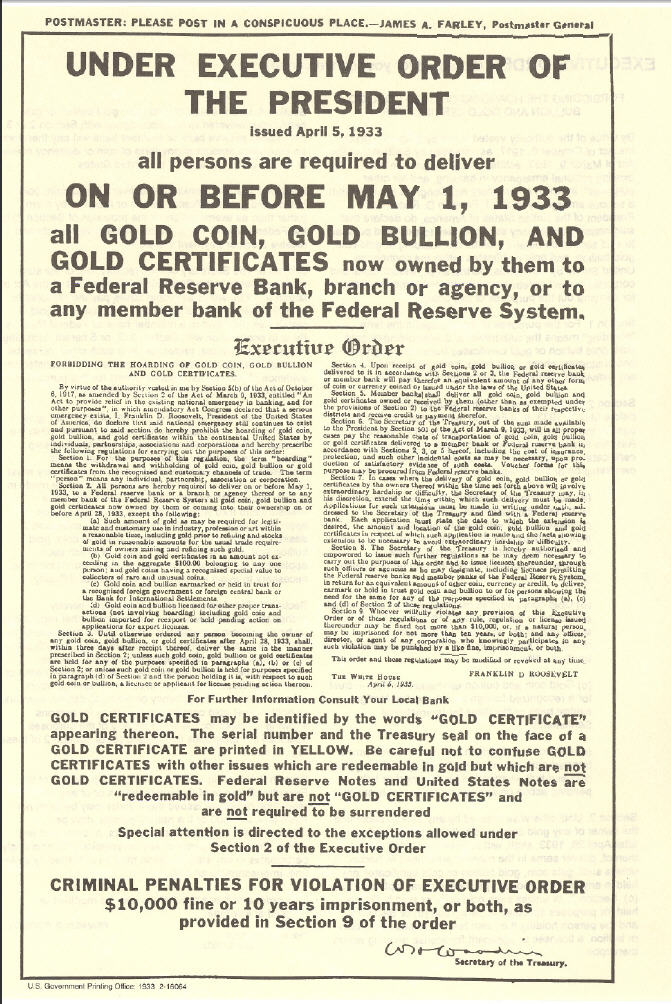
Texto de la Executive Order 6102

La Orden Ejecutiva 6102 (en inglés, Executive Order 6102) fue una orden liberticida firmada el 5 de abril de 1933 por el presidente de EE. UU. Franklin D. Roosevelt, que prohibía la acumulación privada de oro amonedado, en bruto, o en certificados por parte de los ciudadanos estadounidenses. 
Esta norma obligaba a los ciudadanos de Estados Unidos a entregar a la Reserva Federal todo el oro del que dispusieran, ya sea oro en monedas, en bruto, o en certificados; a cambio recibirían 20,67 dólares por cada onza troy (31,1 gramos) entregada. Los infractores de esta norma sufrirían multas de hasta 10000 dólares o diez años de prisión, o ambas penas en simultáneo. La fecha máxima de entrega era el 1 de mayo de 1933.
Esta orden ejecutiva excluía específicamente a joyeros, artistas, dentistas, y otros individuos que utilizaran cantidades de oro en su trabajo permanente. La cantidad máxima de oro que podía conservar un ciudadano estadounidense era de 100 dólares en monedas de oro, un equivalente aproximado de cinco onzas troy de este metal precioso. Gracias a este decreto, el gobierno federal dispuso de grandes cantidades de oro y pudo elevar el precio de este metal para transacciones al extranjero hasta el nivel de 35 dólares la onza troy.
Esta modificación quedó oficializada en 1934, donde Estados Unidos (que aún utilizaba el patrón oro) elevó el valor de intercambio del dólar por oro en 35 dólares por onza troy, lo cual explica la urgencia del gobierno de Franklin D. Roosevelt en disponer de todo el oro físico que pudiera encontrarse en territorio de EE. UU. y canjearlo obligatoriamente por dólares, como medio de estabilizar la moneda tras la Gran Depresión. Cabe recordar que conforme a las normas del patrón oro, el dólar estadounidense se mantenía convertible en esos años (es decir, el dinero fiduciario era intercambiable por oro físico).

## Cancelación del patrón oro
Este precio de 35 dólares por onza troy de oro continuó vigente hasta 1971 cuando el gobierno del presidente Richard Nixon declaró el fin de la convertibilidad en oro del dólar, estableciendo que el gobierno de EE. UU. cesaba sus canjes de dólares por oro, abandonando así definitivamente el patrón oro para las transacciones en el extranjero.
Las limitaciones a la posesión de oro en EE. UU. quedaron derogadas definitivamente en 1974 mediante una nueva ley promulgada por el presidente Gerald Ford, permitiendo a los particulares poseer oro en cantidades indeterminadas, ya sea en monedas, en bruto, o en certificados.